# نيفين القباج
نيفين القباج (10 نوفمبر 1965 -) هي وزيرة مصرية سابقة شغلت منصب وزيرة التضامن الاجتماعي منذ ديسمبر 2019 وحتى 2 يوليو 2024، بعد موافقة مجلس النواب على التعديل الوزاري الجديد.